# Ingrid Bergman (rosa)

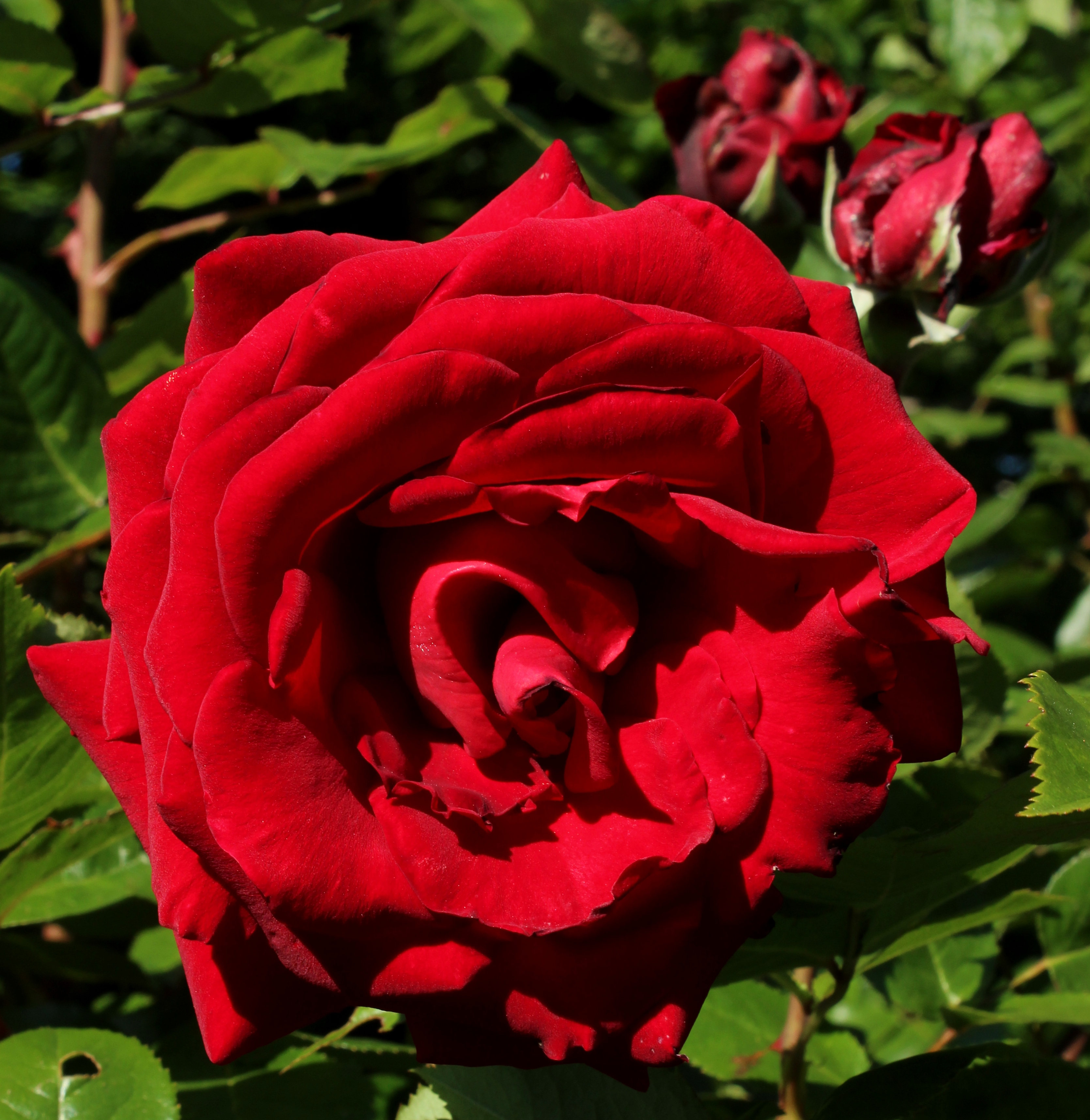

La Ingrid Bergman è una cultivar di rosa rossa appartenente agli ibridi di Tea. Si tratta di un incrocio tra la rosa ibrida "Precious Platinum" e un'altra specie a cui non è mai stato dato un nome. Viene coltivata dai danesi Pernille e Mogens Olesen che la inventarono nella loro azienda Poulsen Roser nel 1984. Prende il nome dall'omonima attrice svedese.

## Descrizione
La Ingrid Bergman ha fiori molto grandi e moderatamente profumati, con un diametro che raggiunge i 10 centimetri. Il colore dei suoi petali è un rosso scuro caldo e dalle tinte vellutate che è stato definito rosso ribes cardinale. I fiori maturi hanno una forma piena e con un'alta concentrazione di petali, il cui numero può variare da 26 a 40. Fra il mese di giugno e quello di settembre, i suoi steli possono essere solitari o raggruppati in grappoli. Essendo un fiore che resiste a lungo anche quando viene reciso, la Ingrid Bergman è molto apprezzata dai giardinieri e dai fioristi.
Gli arbusti sono eretti, raggiungono un'altezza tra i 60 e i 100 centimetri e una larghezza tra i 60 e i 65 centimetri. Il fogliame verde scuro medio è semi-lucido e spesso vigoroso. La cultivar è resistente al calore, alla pioggia e durante le stagioni invernali fino a temperature pari a -30 °C. È inoltre molto resistente alle malattie. La Ingrid Bergman può anche essere coltivata nei vasi.

## Riconoscimenti
La cultivar ha ricevuto numerosi riconoscimenti, tra cui l'Award of Garden Merit della Royal Horticultural Society (1993), la Golden Rose di L'Aia (1987) e le medaglie d'oro alle competizioni di rose a Belfast (1985), Copenaghen (1986) e Madrid (1986), confermando le sue buone qualità e la sua tolleranza ai diversi climi.
Infine, è stata selezionata come "World Favorite Rose" nel 2000 dalla World Federation of Rose Societies ed è elencata nella loro Rose Hall of Fame.